# Diane Culver
Diane Culver (1952) è un'ex sciatrice alpina e allenatrice di sci alpino canadese.

## Biografia
Sciatrice polivalente, Diane Culver fece parte della nazionale canadese dal 1969 al 1973; in Coppa del Mondo esordì il 28 marzo 1968 a Rossland in slalom speciale, senza completare la prova, e ottenne il primo piazzamento il 14 marzo 1969 a Mont-Sainte-Anne in slalom gigante (34ª). Ai Mondiali di Val Gardena 1970, sua unica presenza iridata, si classificò 11ª nella discesa libera, 23ª nello slalom speciale e non completò lo slalom gigante; in Coppa del Mondo conquistò i migliori risultati nello slalom gigante disputato a Voss il 12 marzo e nello slalom speciale di due giorni dopo nella medesima località (8ª) e prese per l'ultima volta il via il 23 marzo 1973 a Heavenly Valley in slalom speciale (20ª), suo ultimo piazzamento agonistico. Non prese parte a rassegne olimpiche; dopo il ritiro divenne allenatrice nei quadri della Federazione sciistica del Canada, ricoprendo l'incarico di responsabile della nazionale femminile B dal 1975 al 1976.

## Palmarès

### Coppa del Mondo
- Miglior piazzamento in classifica generale: 32ª nel 1970

### Campionati canadesi
- 1 medaglia (dati parziali)[6]:
  - 1 bronzo (slalom speciale nel 1969)

## Riconoscimenti
- Laurentian Ski Hall of Fame (1998)[1]